# Strongylurus lumholtzi
Strongylurus lumholtzi är en skalbaggsart som beskrevs av Aurivillius 1893. Strongylurus lumholtzi ingår i släktet Strongylurus och familjen långhorningar. Inga underarter finns listade i Catalogue of Life.